# Cyclo (film)
Pour les articles homonymes, voir Cyclo.
Pour plus de détails, voir Fiche technique et Distribution.
Cyclo (Xích Lô) est un film franco-vietnamien réalisé par Tran Anh Hung, sorti le 15 septembre 1995.

## Synopsis
Vers  1995 le Viêt Nam se réveille après un long sommeil et pour subsister à Hô Chi Minh-Ville, un jeune cyclo-pousse travaille durement pour faire vivre sa famille. La famille savait et connaissait le sens du mot « sacrifice », il était gravé dans leur chair. La grande sœur étudie très tôt le matin pour travailler dans la quiétude dans l'unique pièce de la maison, et ainsi améliorer de jour l'ordinaire de la famille dans une cantine de la ville. Le grand-père, se rend utile pour quelques pièces, aux bords des routes. 
Le jeune cyclo se fait voler son pousse-pousse de travail, et ainsi est amené par ses employeurs à entrer dans le monde de l'irrégularité et des abus.

## Fiche technique
- Titre : Cyclo
- Titre original : Xích Lô
- Réalisation : Tran Anh Hung
- Scénario : Nguyen Trung Binh et Tran Anh Hung
- Production : Christophe Rossignon, Adeline Lecallier et Alain Rocca
- Musique : Tiêt Tôn-Thât
- Photographie : Benoît Delhomme et Laurence Trémolet
- Montage : Nicole Dedieu et Claude Ronzeau
- Pays d'origine :  Vietnam,  France
- Format : couleurs - 1,85:1 - Dolby Digital - 35 mm
- Genre : drame
- Durée : 120 minutes
- Dates de sortie :  
  - 15 septembre 1995 (festival de Toronto)
  - 27 septembre 1995 (France)
- Film interdit aux moins de 12 ans lors de sa sortie en France

## Distribution
- Le Van Loc : Cyclo
- Tony Leung Chiu-wai : Le poète
- Tran Nu Yên-Khê : La sœur
- Nguyen Nhu Quynh : Madame
- Nguyen Hoang Phuc : Dent
- Ngô Quang Hải : Couteau
- Nguyen Tuyet Ngan : La femme heureuse
- Ha Doan Viet : La femme triste
- Huy Bjuhoang : Le fils fou
- Phuc Vo Vinh : L'ami de Cyclo
- Huy Le Kinh : Le grand-père
- Lieu Pham Ngoc : La petite sœur
- Anh Le Tuan : L'homme menotté
- Anh Le Cong Tuan : Le danseur ivre

## Distinctions
- Mostra de Venise 1995 : Lion d'or et prix FIPRESCI
- Éperon d'or (Tran Anh Hung) et prix Georges Delerue (Tiêt Tôn-Thât), lors du Festival international du film de Flandres 1995.